# Фрецца, Фортунато
Фортунато Фрецца (итал. Fortunato Frezza; род. 6 февраля 1942, Рим, королевство Италия) — итальянский кардинал. Заместитель генерального секретаря Синода епископов с 23 июня 1997 по 6 февраля 2014. Титулярный архиепископ Требы с июля 2022 по 27 августа 2022. Кардинал-дьякон с титулярной диаконией Санта-Мария-ин-Виа-Лата с 27 августа 2022.

## Кардинал
29 мая 2022 года Папа Франциск объявил, что 21 прелат будут возведены в достоинство кардиналов на консистории от 27 августа 2022 года, среди которых было названо имя и отца Фортунато Фрецца.
27 августа 2022 года состоялась консистория на которой Фортунато Фрецца получил кардинальскую шапку, кардинальский перстень и титулярную диаконию Санта-Мария-ин-Виа-Лата.